# Domenico Botticella
Domenico Botticella (San Giovanni Rotondo, 2 marzo 1976) è un allenatore di calcio, disegnatore ed ex calciatore italiano, di ruolo portiere, preparatore dei portieri del Foggia.

## Carriera

### Calciatore
Inizia in Serie A nel 1994 con la maglia del Foggia, rimanendo fino al 1997 quando la squadra foggiana si trovava in Serie B.
Va in prestito al Chieti in Serie C2, successivamente ritorna al Foggia ritrovandolo in Serie C1 e poi in Serie C2. Lascia definitivamente il Foggia nel 2000 andando a giocare nella Salernitana, rimanendo fino al 2005, anno del fallimento della squadra.
Si trasferisce quindi al Manfredonia in Serie C1 e l'anno successivo al Catanzaro in Serie C2.
Nel 2007-2008 gioca in Serie C1 con la maglia della Paganese.
Nell'aprile 2013, dopo alcuni mesi senza contratto, viene ingaggiato dal Canosa, militante in Prima Categoria.

### Allenatore
A partire dal 2014 diviene preparatore dei portieri del San Severo, dove rimane due stagioni, successivamente segue sempre in veste di allenatore dei portieri Delio Rossi nelle sue esperienze al Levski Sofia Palermo e all'Ascoli.
Nel 2021 diventa allenatore dei portieri del Foggia nello staff di Zeman. 
Dal gennaio 2022 affianca Vincenzo Cangelosi (storico vice di Zeman) nella sua prima esperienza da allenatore capo alla Casertana.
Dal 2023 le sue vignette animano le due rubriche on line "Il calcio in punta...di matita" e "Parate in punta di matita".
È responsabile del seminario di formazione per giovani portieri "Solo per numeri uno", che si tiene ogni anno a Foggia, dedicato alla memoria di Franco Mancini.
Nell’estate 2024 torna al Foggia come preparatore dei portieri nello staff di mister Massimo Brambilla.